# Henri-François Imbert
Pour les articles homonymes, voir Imbert.
Henri-François Imbert, né le 20 août 1967 à Narbonne, est un cinéaste français.

## Biographie
Henri-François Imbert entre pour la première fois en possession d'une caméra, Super 8, à l'âge de vingt ans, alors qu'il est étudiant. Il déclare avoir commencé à filmer de manière autodidacte, n'étant pas spécialement cinéphile, ni accoutumé au vocabulaire et aux techniques cinématographiques. Ses premiers courts-métrages évoquent sa famille : Papa tond la pelouse, Maman fait du feu.
En 1993, il réalise André Robillard, à coup de fusils !, film consacré à André Robillard, créateur français d'art brut. Sur la plage de Belfast, réalisé en 1996, est récompensé par plusieurs prix. Ce moyen métrage retrace le parcours d'Imbert en Irlande du Nord, où il cherche à retrouver la famille qu'il a pu voir à de nombreuses reprises sur un film Super 8 retrouvé dans une vieille caméra. Doulaye, une saison des pluies, réalisé en 1999, part d'un souvenir de Doulaye Danioko, parti au Mali depuis une vingtaine d'années. No pasaràn, album souvenir, réalisé en 2003, remémore les épisodes de la Retirada achevant la guerre d'Espagne, ainsi que de la création de camps de concentration français. Le documentaire est construit comme une quête : à la recherche de la signification d'un jeu incomplet de cartes postales, découvert dans les affaires de son grand père. Ce dernier film est présenté à la Quinzaine des réalisateurs du Festival de Cannes 2003. Suit en 2008 Le Temps des amoureuses.
Imbert soutient une thèse sur le cinéaste Sénégalais Samba Félix Ndiayee le 3 décembre 2005, sous la direction de Serge Le Péron : Samba Félix Ndiaye, cinéaste documentariste africain. Il enseigne à l’université Paris-VIII.

## Œuvre
Évoquant Sur la plage de Belfast, Doulaye et No pasarán, Patrick Leboutte remarque que la démarche de Henri-François Imbert part toujours du même point de départ : des « images trouvées par un hasard qu'on pourrait dire objectif (cartes postales héritées d'un aïeul, bobine de film familial oubliée dans une petite caméra achetée d'occasion) ou souvenir enfoui qui subitement refait surface et revient à la mémoire (l'image de Doulaye, l'ami africain tant aimé dans l'enfance, perdu de vue depuis, et qui tranquillement redevient présence) ». Le film est censé « leur redonner sens ». Cette méthode se retrouve dans Le Temps des amoureuses. En cela, Imbert s'apparente à un archéologue,.
À chaque reprise, on part d'un élément intime, familial, qui s'ouvre progressivement sur les autres, ; de la voix-off, « entêtante et feutrée » selon Patrick Leboutte, s'apparentant au « monologue intérieur », d'une quête initiatique d'un cinéaste solitaire, Imbert cherche à partager avec chaque spectateur son ouverture sur le monde,,.
Imbert entremêle plusieurs supports :  photographies, Super 8, 16 mm, 35 mm, images vidéos,. 

## Filmographie

### Courts-métrages
- 1993 : André Robillard, à coup de fusils !
- 1996 : Sur la plage de Belfast
- 2012 : Piet Moget, un matin, 25 minutes

### Longs-métrages
- 2000 : Doulaye, une saison des pluies
- 2003 : No pasarán, album souvenir
- 2008 : Le Temps des amoureuses
- 2013 : André Robillard, en chemin
- 2018 : André Robillard, en compagnie
- 2023 : Le Temps du voyage